# Loris Baz
Loris Baz (Sallanches, 1 de fevereiro de 1993) é um motociclista francês, atualmente piloto da MotoGP.

## Carreira
Loris Baz corre na MotoGP desde 2015.